# Filiași
Filiaşi é uma cidade da Romênia com 20.159 habitantes, localizada no judeţ (distrito) de Dolj.